# إبراهيم عبد الرزاق
إبراهيم عبد الرزاق (بالإنجليزية: Ibrahim Abdul Razak)‏ (ولد في 18 أبريل 1983 في أكرا، غانا) لاعب كرة قدم غاني.

## الأندية
بدأ عبد الرزاق اللعب في مايتي جيتس للشباب في غانا في عام 1998. في عام 2000 انتقل إلى نادي ألبورغ تشانغ الدنماركي وفي عام 2001 انتقل إلى النادي الإيطالي إمبولي حيث لعب لمدة عام واحد. بعد عام من انتقاله إلى النادي الفرنسي سانت إتيان حيث لعب لمدة سنتين على سبيل الإعارة قبل أن يعود إلى إمبولي.
انتقل إلى مكابي نتانيا في نهاية عام 2004 وهناك قضى موسمين ناجحين بتسجيله 12 هدف وصنعه 16 هدف ولكن بعد إصابة خطيرة في الركبة غاب لمدة 6 أشهر بسبب الإصابة ثم حصل على إعارة لهابويل رعنانا قبل أن يحصل على التسريح من النادي. بعد وصوله إلى إسرائيل عاد إلى غانا في عام 2007 إلى ليبرتي بروفيسيونالس وفي عام 2009 انتقل إلى نادي الاتحاد السكندري المصري في صفقة لمدة عام ونصف مقابل 150،000 دولار أمريكي. في عام 2010 عاد إلى إسرائيل عندما وقع مع هابويل عكا حتى نهاية الموسم. في يناير 2011 وقع لمدة 4.5 سنوات لصالح نادي هبوعيل بئر السبع.
في شتاء عام 2011 وقع عبد الرزاق مع فيساي نينه بينه المشارك في الدوري الفيتنامي.
في عام 2014 لعب لإيميريتي خوني الجورجي. في يوليو 2015 وقع عقد مع النجمة المشارك في الدرجة الثانية.

## المنتخبات
كما لعب لمنتخب غانا لكرة القدم وشارك في دورة الألعاب الأولمبية الصيفية 2004 في أثينا باليونان.

## الإنجازات
- كأس العالم تحت 17 سنة لكرة القدم
  - الميدالية البرونزية: 1999
- كأس الدنمارك
  - الوصيف: 2000
- كأس العالم تحت 20 سنة لكرة القدم
  - الميدالية الفضية: 2001
- كأس توتو
  - البطل: 2004-05
- الدرجة الثانية الإسرائيلي
  - الوصيف: 2004-05